# Chulilla
Chulilla (em castelhano e oficialmente) ou Xulilla (em valenciano), antigamente chamado Xulella em valenciano, é um município da Espanha na província de Valência, Comunidade Valenciana. Tem 61,8 km² de área e em 2021 tinha 700 habitantes (densidade: 11,3 hab./km²).

## Demografia
| Variação demográfica do município entre 1991 e 2004 | Variação demográfica do município entre 1991 e 2004 | Variação demográfica do município entre 1991 e 2004 | Variação demográfica do município entre 1991 e 2004 |
| --------------------------------------------------- | --------------------------------------------------- | --------------------------------------------------- | --------------------------------------------------- |
| 1991                                                | 1996                                                | 2001                                                | 2004                                                |
| 681                                                 | 744                                                 | 751                                                 | 772                                                 |